# Komatiit

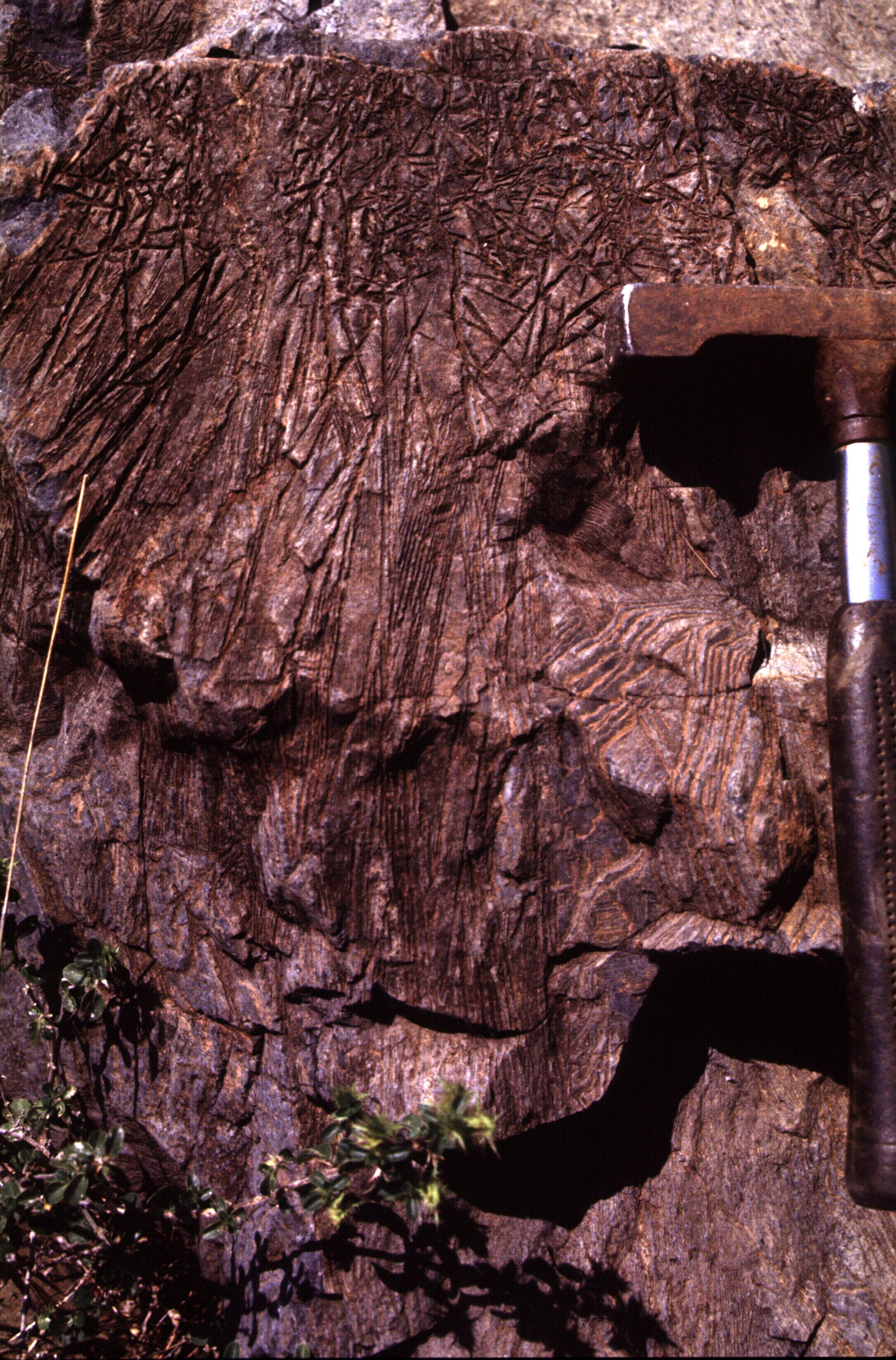
Bräunlich angewitterter Komatiit in der Typlokalität am Komati River in Südafrika

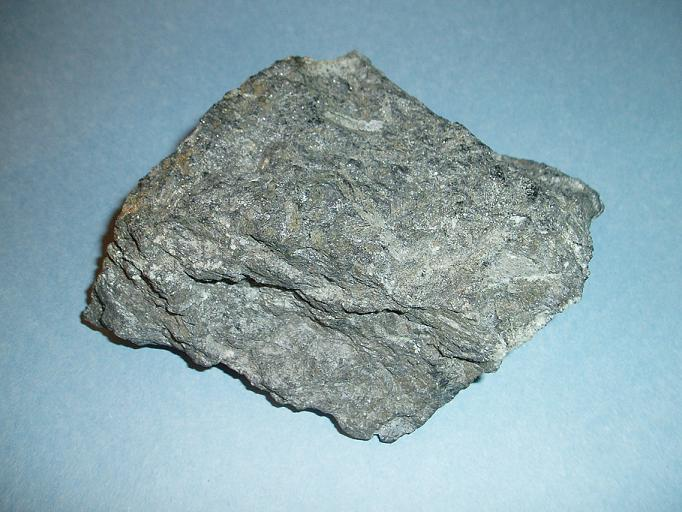
Komatiit-Handstück aus dem Abitibi-Grünsteingürtel nahe Englehart, Kanada. Handstück ist 9 cm breit. Die typischen klingenförmigen Olivinkristalle sind sichtbar, eine Spinifex-Textur ist in diesem Handstück jedoch schwach bis fehlend

Komatiite sind ultramafische, aus dem Erdmantel stammende vulkanische Gesteine. Einige Vorkommen werden jedoch auch als intrusive Gesteine (subvulkanisch und plutonisch) angesehen. Als spezielle Gesteinsart wurden sie 1962 erkannt und nach der Typlokalität am Komati River in Südafrika benannt.
Echte Komatiite sind sehr selten und im Wesentlichen auf Gesteine des Archaikums beschränkt. Nur wenige proterozoische oder phanerozoische Komatiite sind bekannt, auch wenn ähnlich magnesiumreiche Lamprophyre im Mesozoikum vorkommen. Diese Altersbeschränkung wird darauf zurückgeführt, dass der Erdmantel langsam abkühlt, und dass er aufgrund der höheren Häufigkeit radioaktiver Elemente im frühen Erdmantel während des mittleren Archaikums (4,5 bis 2,6 Milliarden Jahre) um bis zu 500 °C heißer war als heute. Möglicherweise bestehen kleinere Reservoirs archaischen Mantels bis heute fort.
Komatiite sind in geographischer Hinsicht vor allem in den archaischen Schilden zu finden. Sie kommen zusammen mit anderen ultramafischen und magnesiumreichen mafischen vulkanischen Gesteinen in archaischen Grünsteingürteln vor. In Kanada wurden Amphibolite mit ultramafischen komatiitischen Sills aus dem so genannten Nuvvuagittuq-Grünsteingürtel in der Nähe der Hudson Bay in Nord-Quebec auf ein Alter von etwa 4,280 Milliarden Jahre datiert – die zurzeit ältesten bekannten Gesteine der Erde.
Die jüngsten Komatiite entstanden vor 87 Ma auf der Pazifik-Insel Gorgona und gehören geologisch zum karibischen Ozeanplateau.
Komatiite besitzen niedrige SiO2-, K2O- und Al2O3-Gehalte, aber einen hohen bis extrem hohen Anteil an MgO.

## Petrologie

TAS-Diagramm, die Komatiite liegen an der Basis der Felder F, Pc und B

Magmen komatiitischer Zusammensetzung besitzen einen sehr hohen Schmelzpunkt, die Temperatur bei Ausbrüchen wurde auf mehr als 1600 °C („trocken“ – d. h. ohne Fluide) berechnet. Basaltische Lava besitzen normalerweise Eruptionstemperaturen von etwa 1100 °C bis 1250 °C. Die hohen Temperaturen, die für die Entstehung von Komatiiten nötig sind, werden auf den vermutlich höheren geothermalen Gradient in der archaischen Erde, bzw. auf sehr alte Reservoirs im Erdmantel zurückgeführt. Unter welchen genauen Umständen (hohe Temperatur von über 1600 °C oder Anwesenheit von Fluiden) Komatiite ist Teil wissenschaftlicher Diskussion, möglicherweise treffen auch für unterschiedliche Komatiite unterschiedliche Aussagen zu.
Komatiitische Lava besaß bei der Eruption die Eigenschaften eines überkritischen Fluids, nämlich die Viskosität eines Gases, aber die Dichte eines Gesteins. Im Vergleich zu dem Basaltlaven von Hawaii, die mit einer Temperatur von ~1200 °C mit der Zähigkeit von Sirup oder Honig austreten, sind sie wohl mit großer Geschwindigkeit über die Oberfläche geflossen und haben extrem dünne Lavaschichten hinterlassen (bis 10 mm dick). Die großen Komatiit-Abfolgen in archaischen Gesteinen werden daher als Lavaröhren, Lavaseen oder andere Ansammlungen komatiitischer Lava angesehen.
Die Geochemie der Komatiite ist nach heutigem Wissensstand aufgrund von Unterschieden im Grad der partiellen Schmelze verschieden von der basaltischer und anderer häufig vorkommender Mantelmagmen. Bei Komatiiten betrug der Grad der Aufschmelzung wahrscheinlich mehr als 50 %, sie besitzen daher einen hohen Magnesiumanteil und im Vergleich zu anderen aus partieller Aufschmelzung entstandenen Gesteinen einen nur geringen Anteil von K2O und anderen inkompatiblen Elementen. So ist etwa der ebenfalls vom Erdmantel abgeleitete Kimberlit, ein anderes magnesiumreiches Gestein, vergleichsweise reich an Kalium und anderen inkompatiblen Elementen; seine Entstehung wird auf durch Wasser und Kohlendioxid gefördertes partielles Aufschmelzen von weniger als einem Prozent des Ursprungsgesteins zurückgeführt.
Die Komatiite lassen sich geochemisch in zwei Gruppen aufteilen. Die Komatiite der Gruppe I sind nicht Aluminium-untersättigt (aluminium undepleted komatiite, AUDK), während die der Gruppe II einen Mangel an Aluminium aufweisen (ADK, aluminium depleted komatiite). Die Unterschiede zwischen den beiden Gruppen gehen auf in unterschiedlicher Tiefe entstandene Schmelzen zurück. Petrologische Experimente an Komatiiten haben gezeigt, dass die partielle Schmelze von wasserreichem Mantelmaterial bei niedrigem Druck nicht zum Schmelzen von aluminiumreichen Pyroxenen führt (ADK), während höherer Druck, wie er in größerer Tiefe herrscht, zum Aufschmelzen des Pyroxens führt und die Schmelze dadurch aluminienreich wird (AUDK).
Boninitischer Magmatismus ähnelt komatiitischem Magmatismus, er entsteht jedoch nicht durch Aufschmelzung infolge von Druckerniedrigung, sondern wird von leichtflüchtigen Phasen über Subduktionszonen angetrieben. Boninite mit 10–18 % MgO haben im Normalfall höhere Anteile von lithophilen Elementen mit großen Ionen (LILE) (Barium, Rubidium, Strontium) als Komatiite. Von den chemisch sehr ähnlichen Meimechiten unterscheiden sich die Komatiite durch TiO2-Gehalte unter 1 %.
Komatiitische Magmen werden in einer Arbeit über den karelischen Grünsteingürtel in Nordwest-Russland als Quelle für räumlich mit Komatiiten verbundene tholeiitische Basalte in Betracht gezogen.
Komatiitische Laven entstehen nach Temperaturmessungen amerikanischer Planetologen mittels der Raumsonde Galileo möglicherweise heute auf dem Jupitermond Io. Die dortigen Vulkanausbrüche produzieren demnach Laven mit Temperatures von bis zu 1700 °C.

## Mineralogie

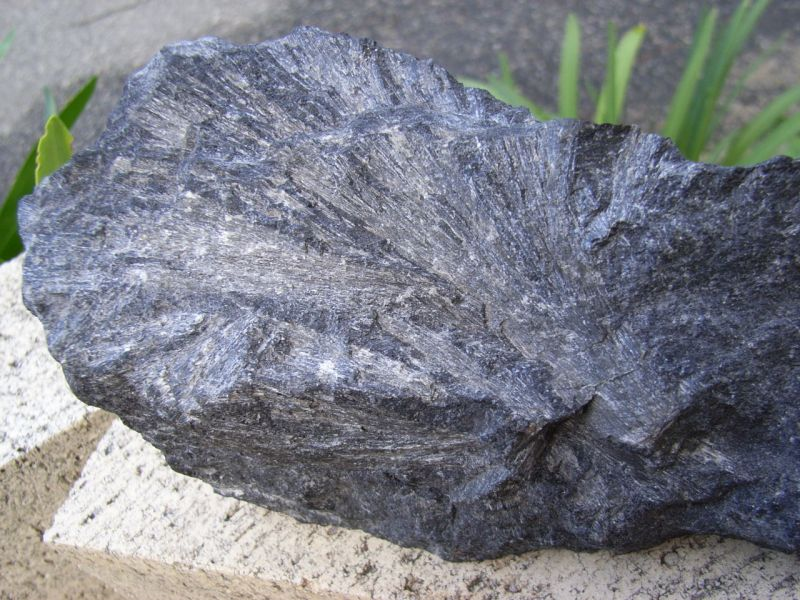
Anthophyllit in serpentinisiertem Komatiit, Maggie Hays Nickel Mine, Western Australia

Unveränderte vulkanische Komatiite bestehen aus forsteritischem Olivin (Fo90 und mehr), calcium- und oft chromhaltigem Pyroxen, Anorthit (An85 und mehr) und Chromit.
Ein größerer Teil der Komatiite zeigt eine Kumulat-Textur und Struktur. Die normale Mineralogie der Kumulate ist ein magnesiumreicher Forsterit-Olivin, auch wenn untergeordnet chromhaltige Pyroxen-Kumulate möglich sind.
Vulkanische Gesteine mit hohem Gehalt an Magnesium können durch die Akkumulation von Olivin-Phänokristallen in Basaltschmelzen normaler Chemie entstehen: ein Beispiel ist Pikrit. Ein Teil des Nachweises, dass Komatiite nicht nur magnesiumreich sind wegen kumuliertem Olivin, beruht auf ihrer Textur: einige zeigen die nach einem australischen Gras benannte Spinifex-Textur, die auf schnelle Kristallisation des Olivins aus einer magnesiumreichen Schmelze zurückgeht. Ein weiterer Teil der Beweisführung liegt darin, dass der Magnesiumgehalt der komatiitischen Olivine nahe dem Gehalt eines reinen Forsterits liegt, der nur durch die Kristallisation von Olivin aus einer hoch magnesiumhaltigen Gesamtschmelze hervorgehen kann.
Die meist nur sehr selten erhaltene Oberfläche von Komatiit-Ergüssen ist als Brekzie ausgebildet, die genau wie die Randzonen von Lavakissen in manchen Komatiiten bestehen im Wesentlichen aus vulkanischem Glas, abgeschreckt durch den Kontakt heißer Schmelze mit überlagerndem Wasser oder an der Luft. Wegen dieser Abschreckung repräsentieren sie die Zusammensetzung flüssiger Komatiite, nämlich einen wasserfreien MgO-Gehalt von bis zu 32 %. Magnesiumreiche Komatiite mit erhaltenen Texturen, die nach den vorhergehenden Überlegungen den Rückschluss auf die ursprüngliche Zusammensetzung zulassen, sind zum Beispiel aus der Weltevreden-Formation des Barberton-Grünsteingürtels bei Barberton in Südafrika bekannt, aus der eine Zusammensetzung von bis zu 34 % MgO aus Gesamtgesteinsanalysen und Olivin-Chemie abgeleitet werden können.
Die Mineralogie von Komatiiten verändert sich systematisch über das typische stratigraphische Profil eines Komatiit-Ergusses und spiegelt magmatische Prozesse wider, denen sie bei Eruption und Abkühlung unterliegen. Dieser Wechsel reicht von einer Basis, die aus Olivin-Kumulat zusammengesetzt ist, über eine Zone mit Spinifex-Textur aus klingenartigem Olivin zu einer im Idealfall olivinreichen Abkühlungszone an der Oberfläche des Ergusses.
Primäre magmatische Minerale, die ebenfalls in Komatiiten angetroffen werden, sind neben Olivin die Pyroxene Augit, Pigeonit und Bronzit, dazu noch Plagioklas, Chromit, Ilmenit und selten pargasitischer Amphibol. Sekundäre (metamorphe) Minerale sind Serpentin, Chlorit, Amphibol, kaliumreicher Plagioklas, Quarz, Eisenoxide und selten Phlogopit, Baddeleyit und Pyrop oder wasserreicher, Grossular-führender Granat.

## Metamorphose
In der Gegenwart kommen in der Erdkruste keine unmetamorphen Komatiite vor, so dass technisch korrekt von Metakomatiiten gesprochen werden müsste. Auf Grund dieser überall vorhandenen Metamorphose zeigt die Mineralogie der Komatiite nicht nur die primäre magmatische, sondern auch die durch metamorphe Fluide veränderte Chemie des Gesteins. Komatiite sind im Normalfall stark verändert und durch Metamorphose und Metasomatose serpentinisiert oder carbonatisiert. Dies führt zu einer bedeutenden Veränderung der Mineralogie, und die originale Textur ist selten erhalten.

### Hydratation und Karbonation
Die auf Metamorphose zurückzuführende Mineralogie ultramafischer Gesteine, insbesondere die von Komatiiten, wird nur teilweise von der ursprünglichen Zusammensetzung festgelegt. Der Modalbestand vor allem der bei niedrig temperierter Metamorphose, sei sie prograd oder retrograd, neu entstandenen metamorphen Minerale hängt vor allem von der Art der metamorphen Fluide ab.
Der bestimmende Faktor für die mineralogische Zusammensetzung ist der Partialdruck von Kohlendioxid in den metamorphen Fluide, auch als XCO2 bezeichnet. Falls XCO2 höher als 0,5 liegt, wird bei den metamorphen Reaktionen die Bildung von Talk, Magnesit (Magnesiumcarbonat) und tremolitischem Amphibol bevorzugt. Diese werden als Talk-Karbonat-Reaktionen bezeichnet. Unterhalb eines XCO2-Wertes von 0,5 bevorzugen die metamorphen Reaktion unter der Beteiligung von Wasser die Bildung von Serpentinit.
So existieren zwei Klassen metamorpher Komatiite, nämlich karbonatisierte und hydratisierte. Karbonatisierte Komatiite und auch Peridotite bilden eine Gruppe von Gesteinen, die von den Mineralen Chlorit, Talk, Magnesit oder Dolomit und Tremolith dominiert werden. Hydratisierte metamorphe Gesteinsgruppen zeigen vor allem die Minerale Chlorit, Serpentin-Antigorit und Brucit. Spuren von Talk, Tremolit und Dolomit können vorhanden sein, da es selten ist, dass Kohlendioxid nicht in metamorphen Fluiden vorkommt. Bei höherem Metamorphosegrad sind auf Grund der zunehmenden Dehydratation Anthophyllit, Enstatit, Olivin und Diopsid die vorherrschenden Minerale.

### Mineralogische Variationen in Komatiit-Ergüssen
In massiven Komatiiten ist eine Tendenz zur fraktionierten Kristallisation festzustellen, von magnesiumreicher Zusammensetzung an der Basis, wo Olivinkumulate dominieren, hin zu magnesiumärmerer Zusammensetzung weiter oben. Dem folgt auch die Mineralogie der metamorphen Bildungen, die den Chemismus widerspiegelt, und damit auch Hinweise gibt auf die vulkanologische Fazies und die stratigraphische Position.
Die typischen metamorphen Minerale sind Tremolit-Chlorit, oder Talk-Chlorit in der oberen Spinifex-Zone. Die magnesium- und olivinreiche Basis eines Ergusses ist weitgehend frei von Tremolit und Chlorit, sie ist entweder dominiert von Serpentin-Brucit +/- Anthophyllit (falls hydratisiert) oder von Talk-Magnesit (falls karbonatisiert). Die Fazies des oberen Bereiches wird dominiert von Talk, Chlorit, Tremolit und anderen Magnesium-Amphibolen (Anthophyllit, Cummingtonit, Gedrit etc.).
Zum Beispiel besitzt die typische Ergussfazies (flow facies, siehe unten) die folgende Zusammensetzung:
| Fazies: | Hydratisisert                  | Karbonatisiert                 |
| ------- | ------------------------------ | ------------------------------ |
| A1      | Chlorit-Tremolit               | Talk-Chlorit-Tremolit          |
| A2      | Serpentin-Tremolit-Chlorit     | Talk-Tremolit-Chlorit          |
| A3      | Serpentin-Chlorit              | Talk-Magnesit-Tremolit-Chlorit |
| B1      | Serpentin-Chlorit-Anthophyllit | Talk-Magnesit                  |
| B2      | Massiver Serpentin-Brucit      | Massiver Talk-Magnesit         |
| B3      | Serpentin-Brucit-Chlorit       | Talk-Magnesit-Tremolit-Chlorit |

## Geochemie
Komatiite können nach folgendem Schema klassifiziert werden:
- SiO2; typischerweise 40 – 45 %
- MgO mehr als 18 %
- Niedriger K2O-Gehalt (<0,5 %)
- Niedriger CaO- und Na2O-Gehalt (zusammen < 2 %)
- Niedriger Bariumgehalt, Anreicherung von Cäsium und Rubidium (inkompatible Spurenelemente); ΣLILE < 1.000 ppm
- Hoher Gehalt an Nickel (> 400 ppm), Chrom (> 800 ppm), Kobalt (> 150 ppm)

Die obige geochemische Klassifizierung bezieht sich nur auf die Chemie des unveränderten Magmas, und nicht auf eine durch die Anreicherung von Kristallen veränderte Zusammensetzung (wie in Peridotiten). Zu berücksichtigen ist allerdings, dass auch ein typischer Komatiit seine Zusammensetzung infolge einer bei der Eruption erfolgenden Fraktionierung ändern kann. Diese Fraktionierung führt in den oberen Bereichen zu einer Verarmung an Magnesium, Chrom und Nickel und einer gleichzeitigen Anreicherung an Aluminium, Kalium, Natrium, Calcium und Silikat.
Andere Gesteine mit hohem Gehalt von Magnesium, Kalium und LILE sind etwa Lamprophyre, Kimberlite oder andere seltene ultramafische, kaliumhaltige und hoch kaliumhaltige Gesteine.

## Morphologie und Vorkommen
Komatiite zeigen oft Pillow-Lava-Strukturen, deren oberen Ränder eine untermeerische Eruption anzeigen, wobei die abgeschreckte, starre obere Haut bei dem weiteren Vordringen der Lava zerbrach (Autobrekziierung), als sich große Lavaröhren und Lavaseen ansammelten. Proximale – also näher am Ort des Ausbruchs abgelagerte – Komatiitlagen sind wesentlich dünner und wechsellagern mit schwefelhaltigen Sedimenten, Schwarzschiefern, Cherts und tholeiitischen Basalten. Mit den Komatiiten zusammen treten felsische Magmen, komatiitische Tuffe, Niob-Anomalien und eine durch Sulfide und Wasser getragene Mineralisation auf, allesamt Anzeichen für die Entstehung von Komatiiten aus relativ wasserreichem Mantelmaterial.

### Texturelle Merkmale
Eine häufig vorkommende und besondere Textur ist die Spinifex-Textur. Sie besteht aus langen, blattförmigen Phänokristallen von Olivin (oder Pseudomorphosen von Umwandlungsmineralen nach Olivin), die dem Gestein den Aspekt einer Ansammlung von Klingen geben, besonders auf verwitterten Oberflächen. Diese Textur ist das Ergebnis einer raschen Erstarrung einer unterkühlten Schmelze. Sind die Voraussetzungen für die Erstarrung gegeben, so schreitet die Kristallisation schnell voran, die Schmelze erstarrt in sehr kurzer Zeit.
Harrisitische Textur, zuerst beschrieben von der Harris Bay auf der Insel Rùm, Schottland, wird durch die Entstehung von Kristallen an der Basis des Lavastroms erzeugt. Diese können Megakristall-Aggregate von Pyroxen und Olivin bilden, die bis zu einem Meter lang werden.

### Vulkanologie

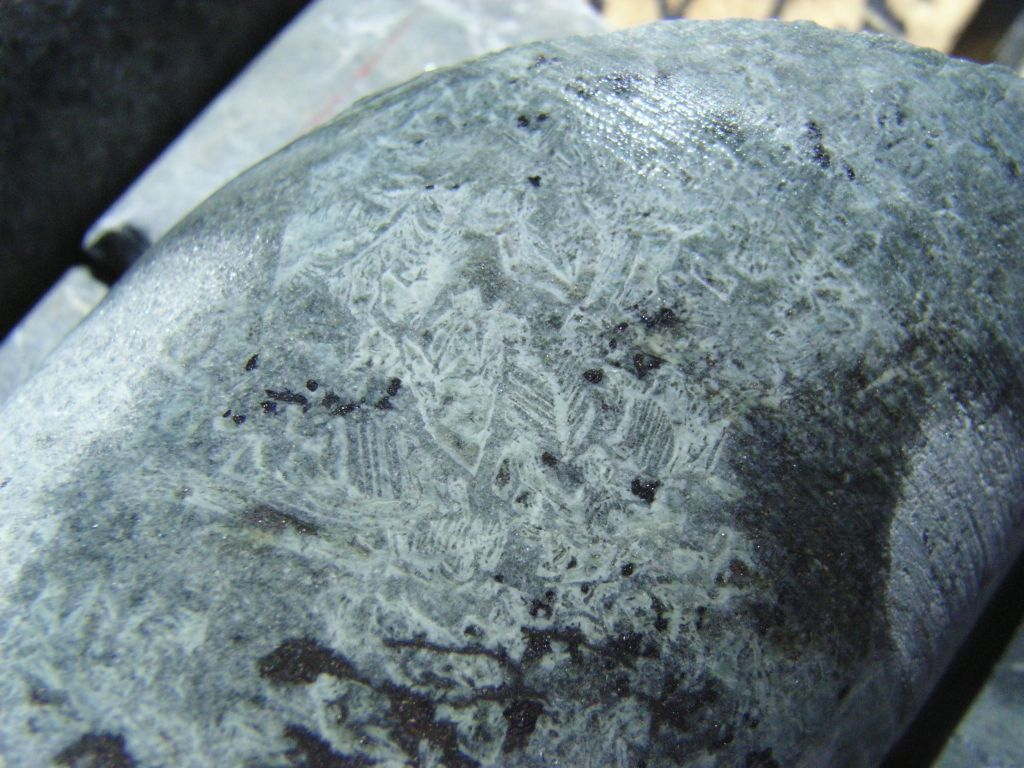
A2-Fazies: dendritische, fedrige Olivinkristalle, Bohrung WDD18, Widgiemooltha, Western Australia, Australien

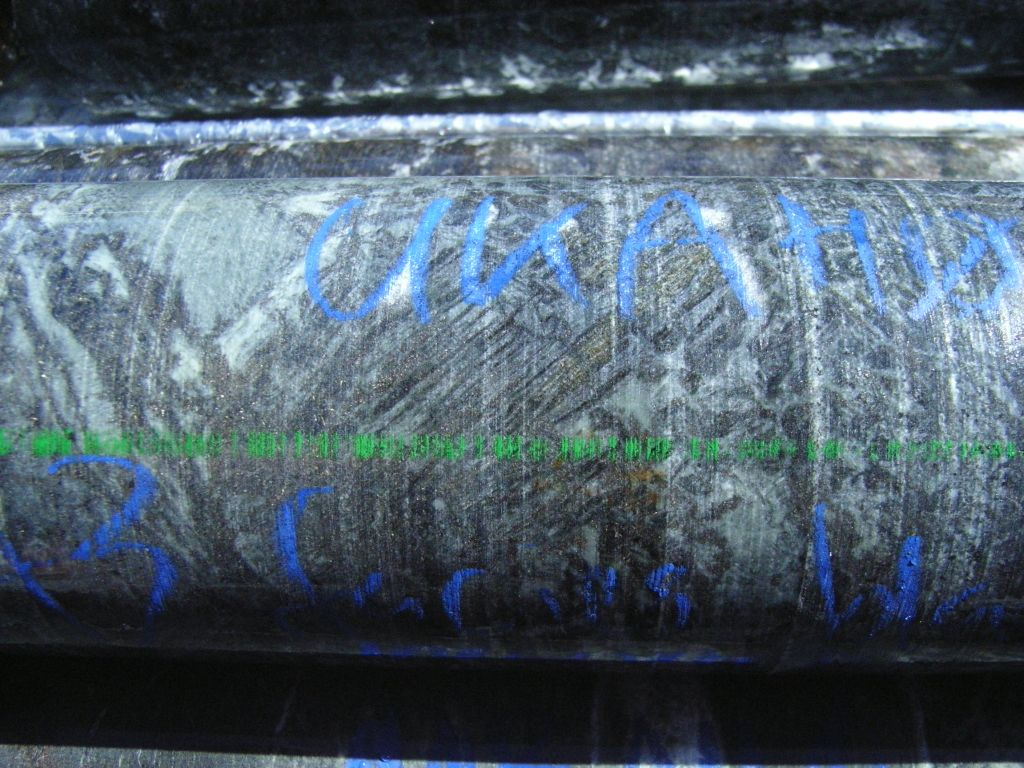
A3-Fazies: klingenförmiger Olivin in Spinifex-Textur, Bohrung WDD18, Widgiemooltha, Western Australia, Australien

Die generelle Struktur und Form eines Komatiite-Vulkan wird als die eines Schildvulkans interpretiert, wie sie typisch ist für die meisten großen Basaltvulkangebäude, da bei einer Komatiit-Eruption auch minder magnesiumhaltiges Material ausgestoßen wird.
Dennoch wird die anfängliche Phase des Ausflusses der meisten magnesiumreichen Laven als eine Form des kanalisierten Fließens aufgefasst, das bei Spalteneruptionen hochbeweglicher komatiitischer Lava auf die Oberfläche vonstattengeht. Die Lava fließt dann von der Austrittsspalte weg und konzentriert sich in Geländesenken. Dabei bildet sich eine Kanal-Fazies aus (channel facies), in der magnesiumreiche Kumulate von einer Schichten bildenden Randfazies (sheeted flow facies) mit weniger magnesiumreichem Olivin und Pyroxen gesäumt wird, in der dünne Schichten Spinifex-Texturen ausbilden.
Ein typischer komatiitischer Lavastrom hat sechs stratigraphisch verbundene Elemente:
- A1 – kissenförmig und variolitisch (in kleine Kugeln) abgekühlte Oberfläche, oft in Sedimente übergehend
- A2 – Zone mit schnell abgekühltem, federartigem Olivin-Pyroxen-Glas: der abgeschreckte Rand des Ergusses
- A3 – Olivin-Spinifex-Folge, aus garben- und buchartigem Olivin-Spinifex: abwärts gerichtetes Kristallwachstum an der Oberfläche des Ergusses
- B1 – Olivinhaltiges Mischkumulat bis Kumulat: in fließender Schmelze gewachsene Harrisit-Textur
- B2 – Olivin-Anreicherungszone (Adkumulat) aus > 93 % verschränkten, gleich großen Olivinkristallen
- B3 – Unterer Abkühlungsrand: Olivin-Adkumulat bis Mischkumulat, mit geringerer Korngröße

Einzelne Lavaströme können unvollständig ausgebildet sein, wenn nachfolgende Ströme die Spinifex-Strukturen der Zone A wieder aufschmelzen oder erodieren. In der distalen – also vom Ausbruchspunkt entfernten – Fazies der dünnschichtigen Ergüsse sind die Horizonte der Zone B schlecht ausgebildet oder fehlen, da nicht genügend Schmelze vorhanden ist, um die Kumulatstrukturen zu bilden.
Lavakanäle und geschichtete Ergüsse werden im Zuge weiterer Eruptionstätigkeit von zunehmend magnesiumärmeren Laven überdeckt, zunächst von magnesiumreichen Basalten, dann von tholeiitischen Basalten. Die zunehmend silikatischen Schmelzen bilden ein Vulkangebäude aus, das typisch ist für Schildvulkane.

### Intrusive Komatiite
Komatiitmagma ist sehr dicht, es erreicht nur in wenigen Fällen die Oberfläche und bildet meist Magmenkammern in tieferen Horizonten der Erdkruste. Dies haben Forschungsarbeiten nach 2004 zum Beispiel an den Komatiiten des Yilgarn-Kratons in Westaustralien nachweisen können, die heute als Komatiite subvulkanischer bis intrusiver Natur angesehen werden.
Ähnliches gilt auch für das Nickel-Vorkommen des Mt. Keith bei Leinster (Western Australia), in dem am nur wenig deformierten Kontakt zwischen Komatiit und Nebengestein Texturen entdeckt wurden, die eine Intrusion der Schmelze ins Nebengestein nahelegen, sowie Xenolithe felsischen Nebengesteins.
Die bisherige Interpretation dieser großen Komatiit-Körper sah sie als „Superchannels“ an oder als reaktivierte Zufuhrkanäle, die während ausgedehnter vulkanischer Episoden auf eine stratigraphische Mächtigkeit von mehr als 500 m anwuchsen. Sie werden heute als Lagergänge angesehen, die sich durch das Eindringen von Komatiiten in die Schichtung bildeten, und als zunehmend ausgedehnte Magmakammern. Wirtschaftlich abbaubare Lagerstätten von Nickelmineralisationen in Olivin-Kumulaten könnten einen Lagergang repräsentieren, in dem das Magma sich wie in einer Magmakammer sammelte, bevor es an die Oberfläche aufdrang.

## Wirtschaftliche Bedeutung
Die wirtschaftliche Bedeutung von Komatiiten wurde Anfang der 1960er klar, als massive Nickel-Sulfidmineralisationen in Kambalda, Western Australia, entdeckt wurden. Nickel-Kupfer-Sulfidmineralisationen decken heute 14 % der Welt-Nickelproduktion ab, zumeist mit Erzen aus Australien, Kanada und Südafrika.
Mit Komatiiten vergesellschaftet sind Nickel- und Gold-Vorkommen in Australien, Kanada, Südafrika und – erst vor kurzem entdeckt – im Guyana-Schild in Südamerika.